# Médie
Die Médie (I) war ein 1912 in Dienst gestelltes Passagierschiff der französischen Reederei Compagnie de Navigation Paquet, das ab 1915 als Truppentransporter im Ersten Weltkrieg eingesetzt wurde. Am 23. September 1917 wurde die Médie im Mittelmeer von einem deutschen U-Boot versenkt, wobei 250 Passagiere, Besatzungsmitglieder und Soldaten ums Leben kamen.

## Das Schiff
Das 117,6 Meter lange und 14 Meter breite Dampfschiff Médie entstand auf der Schiffswerft Forges et Chantiers de la Méditerranée im südfranzösischen La Seyne-sur-Mer. Die Médie, die 4770 BRT maß und eine Tragfähigkeit von 8030 Tonnen hatte, gehörte der Reederei Compagnie de Navigation Paquet mit Sitz in Marseille, die einen Passagier- und Frachtverkehr von Frankreich nach Marokko, Französisch-Westafrika und zu den Kanarischen Inseln betrieb. 
Die Médie hatte zwei Schornsteine, zwei Masten und einen einzelnen Propeller. Sie wurde von einer Dreifachexpansions-Dampfmaschine angetrieben, die 3800 PS leistete und eine Geschwindigkeit von 13,5 Knoten ermöglichte. Die Passagierunterkünfte waren für 52 Reisende der Ersten Klasse und 60 der Zweiten Klasse ausgelegt. Zu den Annehmlichkeiten an Bord gehörten ein Salon, ein Fumoir, Promenadendecks sowie private Bäder. Das Schiff war mit Apparaten für drahtlose Telegrafie sowie mit sechs wasserdichten Schotts ausgestattet. 
Die Médie lief im Jahr 1911 vom Stapel und wurde im Februar 1912 fertiggestellt. Zusammen mit den Dampfern Iméréthie (3490 BRT), Phrygie (3882 BRT) und Ionie (4536 BRT) bediente die Médie die Expressroute von Marseille nach Konstantinopel (heute Istanbul). Am 1. Mai 1915 wurde das Schiff von der französischen Regierung für den Kriegseinsatz requiriert und fortan als Truppentransporter genutzt. Es wurden aber auch weiterhin zivile Passagiere befördert.

## Versenkung
Am Sonnabend, dem 22. September 1917, legte die Médie unter dem Kommando von Kapitän André Mitrecey zu einer Überfahrt von Bône im Nordosten Algeriens nach Marseille ab. An Bord waren 67 Besatzungsmitglieder und 563 Passagiere, darunter Truppen und Zivilisten. Das Schiff hatte zudem Munition geladen. Die Médie fuhr in einem Geleitzug, dem die Passagierschiffe Biskra (660 Passagiere) und Empire (1809 Passagiere), der Zerstörer Hallebarde, das Kanonenboot Bouffonne sowie die Trawler Corse und Verdon angehörten. 
Um 08.52 Uhr morgens am darauffolgenden Tag wurde die Médie etwa 120 Seemeilen nordwestlich von Kap Bougaroni von einer Explosion erschüttert. Sie war am hinteren Bereich der Steuerbordseite von einem Torpedo des deutschen U-Boots UC 27 (Kapitänleutnant Gerhard Schulz) getroffen worden. Das Schiff bekam schnell Schlagseite, ging in Flammen auf und begann mit dem Heck voran zu sinken. Innerhalb von sieben Minuten ging die Médie fast vertikal auf der Position 39° 9′ N, 5° 23′ O unter.
250 Passagiere und Besatzungsmitglieder starben. An Bord der Empire kam ebenfalls ein Mann ums Leben, als es beim Ausschwingen der Rettungsboote zu einem Unfall kam. Die Überlebenden der Médie wurden von den anderen Schiffen des Konvois an Bord genommen.